# Chelsea Football Club Women 2024-2025
Questa voce raccoglie le informazioni riguardanti il Chelsea Football Club Women nelle competizioni ufficiali della stagione 2024-2025.

## Stagione
Dopo la partenza di Emma Hayes, allenatrice del Chelsea Women per dodici anni, la guida tecnica della squadra è stata affidata alla francese Sonia Bompastor, che nelle precedenti tre stagioni aveva allenato l'Olympique Lione. La stagione 2024-25 è stata caratterizzata da un rinnovamento dell'organico, che ha visto partire Jess Carter, Maren Mjelde, Fran Kirby e Melanie Leupolz, che erano al Chelsea da diversi anni, ed arrivare Lucy Bronze, Sandy Baltimore e Oriane Jean-François. Nella finestra invernale di calciomercato sono arrivate anche Naomi Girma e Keira Walsh. Inoltre, la stagione è stata caratterizzata da una serie di infortuni: sia Sophie Ingle che Samantha Kerr sono rimaste indisponibili per tutta la stagione, la prima per la rottura del legamento crociato anteriore in un'amichevole, mentre la seconda per i postumi di un analogo infortunio subito nel gennaio 2024. Inoltre, Lauren James è stata assente per alcuni mesi nella prima parte di stagione a causa di un infortunio al polpaccio. Infine, dopo che Zećira Mušović aveva annunciato il proprio stato di gravidanza e dopo un serio infortunio al piede a Femke Liefting, la società prese in prestito Rebecca Spencer dal Tottenham fino a fine stagione.
Il Chelsea ha realizzato un treble, vincendo il campionato, la FA Cup e la FA League Cup. Ha vinto la Women's Super League per l'ottava volta, la sesta consecutiva, concludendo da imbattuto con 60 punti conquistati in 22 giornate, frutto di 19 vittorie e 3 pareggi, e con un ampio margine sull'Arsenal secondo. In questa stagione di Women's Super League il Chelsea ha fatto registrare alcuni record, tra i quali, essere la prima squadra a concludere da imbattuta in un torneo a 12 squadre, ed aver conquistato il maggior numero di punti (60). Ha inoltre, portato a 25 il numero di partite di campionato consecutive senza sconfitte.
In UEFA Women's Champions League la squadra ha superato la fase a gruppi come prima classificata del gruppo B a punteggio pieno davanti a Real Madrid, Twente e Celtic. Ai quarti di finale ha battuto il Manchester City ribaltando la sconfitta nella gara d'andata. Come nelle due edizioni precedenti, è stato eliminato in semifinale sempre dal Barcellona, perdendo 1-4 sia l'andata che il ritorno.
Una settimana dopo la fine del campionato, il Chelsea ha vinto la sua sesta FA Women's Cup, battendo in finale il Manchester United per 3-0, grazie alla doppietta di Sandy Baltimore ed alla rete di Catarina Macario, davanti a un pubblico di 74 412 spettatori allo stadio di Wembley. In Women's FA League Cup la squadra è partita direttamente dai quarti di finale, dove ha superato nettamente il Durham, mentre in semifinale ha battuto il West Ham. Ha poi vinto la finale, giocatasi a Derby, battendo il Manchester City per 2-1.

## Maglie e sponsor
Le tenute di gioco solo le stesse adottate dal Chelsea maschile: la divisa casalinga era stata annunciata il 15 luglio 2024, la seconda divisa il 29 luglio, mentre la terza divisa il 26 agosto successivo.
|  | Casa | Trasferta | Terza divisa |

## Rosa
| N. |                        | Ruolo | Calciatrice              |
| -- | ---------------------- | ----- | ------------------------ |
| 1  | Svezia (bandiera)      | P     | Zećira Mušović           |
| 2  | Stati Uniti (bandiera) | A     | Mia Fishel               |
| 3  | Paesi Bassi (bandiera) | D     | Aniek Nouwen             |
| 4  | Inghilterra (bandiera) | D     | Millie Bright (capitano) |
| 5  | Galles (bandiera)      | C     | Sophie Ingle             |
| 6  | Germania (bandiera)    | C     | Sjoeke Nüsken            |
| 7  | Colombia (bandiera)    | A     | Mayra Ramírez            |
| 8  | Scozia (bandiera)      | C     | Erin Cuthbert            |
| 9  | Stati Uniti (bandiera) | A     | Catarina Macario         |
| 10 | Inghilterra (bandiera) | A     | Lauren James             |
| 11 | Norvegia (bandiera)    | C     | Guro Reiten              |
| 12 | Canada (bandiera)      | D     | Ashley Lawrence          |
| 14 | Svezia (bandiera)      | D     | Nathalie Björn           |
| 15 | Francia (bandiera)     | D     | Ève Périsset             |
| 16 | Stati Uniti (bandiera) | D     | Naomi Girma              |
| 17 | Francia (bandiera)     | A     | Sandy Baltimore          |

| N. |                        | Ruolo | Calciatrice             |
| -- | ---------------------- | ----- | ----------------------- |
| 18 | Paesi Bassi (bandiera) | C     | Wieke Kaptein           |
| 19 | Svezia (bandiera)      | C     | Johanna Rytting Kaneryd |
| 20 | Australia (bandiera)   | A     | Samantha Kerr           |
| 21 | Inghilterra (bandiera) | D     | Niamh Charles           |
| 22 | Inghilterra (bandiera) | D     | Lucy Bronze             |
| 23 | Giappone (bandiera)    | A     | Maika Hamano            |
| 24 | Inghilterra (bandiera) | P     | Hannah Hampton          |
| 25 | Francia (bandiera)     | D     | Maelys Mpomé            |
| 26 | Canada (bandiera)      | D     | Kadeisha Buchanan       |
| 27 | Francia (bandiera)     | C     | Oriane Jean-François    |
| 28 | Paesi Bassi (bandiera) | P     | Femke Liefting          |
| 30 | Inghilterra (bandiera) | C     | Keira Walsh             |
| 33 | Inghilterra (bandiera) | A     | Aggie Beever-Jones      |
| 38 | Giamaica (bandiera)    | P     | Rebecca Spencer         |
| 40 | Inghilterra (bandiera) | P     | Katie Cox               |
| 53 | Inghilterra (bandiera) | A     | Lola Brown              |

## Calciomercato

### Sessione estiva
| Acquisti | Acquisti             | Acquisti            | Acquisti      |
| R.       | Nome                 | da                  | Modalità      |
| -------- | -------------------- | ------------------- | ------------- |
| P        | Nicky Evrard         | Brighton & Hove     | fine prestito |
| P        | Emily Orman          | Reading             | fine prestito |
| D        | Alsu Abdullina       | Paris FC            | fine prestito |
| D        | Brooke Aspin         | Bristol City        | fine prestito |
| D        | Alejandra Bernabé    | Real Sociedad       | fine prestito |
| D        | Lucy Bronze          | Barcellona          | definitivo    |
| D        | Veerle Buurman       | PSV                 | definitivo    |
| D        | Cerys Brown          | Watford             | fine prestito |
| D        | Maelys Mpomé         | Montpellier         | definitivo    |
| C        | Júlia Bartel         | Barcellona          | definitivo    |
| C        | Oriane Jean-François | Paris Saint-Germain | definitivo    |
| C        | Wieke Kaptein        | Twente              | fine prestito |
| C        | Lexi Potter          | Crystal Palace      | fine prestito |
| C        | Charlotte Wardlaw    | Glasgow City        | fine prestito |
| A        | Sandy Baltimore      | Paris Saint-Germain | definitivo    |
| A        | Louna Ribadeira      | Paris FC            | definitivo    |
| A        | Kateřina Svitková    | Slavia Praga        | fine prestito |
| A        | Lucy Watson          | Crystal Palace      | fine prestito |

| Cessioni | Cessioni          | Cessioni              | Cessioni       |
| R.       | Nome              | a                     | Modalità       |
| -------- | ----------------- | --------------------- | -------------- |
| P        | Nicky Evrard      | PSV                   | definitivo     |
| P        | Emily Orman       | London City Lionesses | definitivo     |
| D        | Alsu Abdullina    | Lokomotiv Mosca       | fine contratto |
| D        | Brooke Aspin      | Crystal Palace        | prestito       |
| D        | Ria Bose          | Sporting Lisbona      | fine contratto |
| D        | Cerys Brown       | London City Lionesses | prestito       |
| D        | Veerle Buurman    | PSV                   | prestito       |
| D        | Jess Carter       | NJ/NY Gotham          | definitivo     |
| D        | Jorja Fox         | Crystal Palace        | prestito       |
| D        | Greta Humphries   | Bristol City          | prestito       |
| D        | Maren Mjelde      | Arna-Bjørnar          | fine contratto |
| D        | Becca Teale       | Lewes                 | fine contratto |
| C        | Ashanti Akpan     | Birmingham City       | prestito       |
| C        | Reanna Blades     | Burnley               | fine contratto |
| C        | Jelena Čanković   | Brighton & Hove       | definitivo     |
| C        | Melanie Leupolz   | Real Madrid           | definitivo     |
| C        | Lexi Potter       | Crystal Palace        | prestito       |
| C        | Charlotte Wardlaw | Sheffield Utd         | prestito       |
| A        | Amelia Ajao       | London City Lionesses | definitivo     |
| A        | Aimee Claypole    | Linköping             | prestito       |
| A        | Fran Kirby        | Brighton & Hove       | fine contratto |
| A        | Louna Ribadeira   | Paris FC              | prestito       |
| A        | Kateřina Svitková | Slavia Praga          | definitivo     |
| A        | Lucy Watson       | Southampton           | prestito       |

### Sessione invernale
| Acquisti | Acquisti          | Acquisti       | Acquisti      |
| R.       | Nome              | da             | Modalità      |
| -------- | ----------------- | -------------- | ------------- |
| P        | Femke Liefting    | AZ Alkmaar     | definitivo    |
| D        | Brooke Aspin      | Crystal Palace | fine prestito |
| D        | Jorja Fox         | Crystal Palace | fine prestito |
| D        | Naomi Girma       | San Diego Wave | definitivo    |
| D        | Greta Humphries   | Bristol City   | fine prestito |
| C        | Keira Walsh       | Barcellona     | definitivo    |
| C        | Charlotte Wardlaw | Sheffield Utd  | fine prestito |
| A        | Aimee Claypole    | Linköping      | fine prestito |
| A        | Louna Ribadeira   | Paris FC       | fine prestito |
| A        | Lucy Watson       | Southampton    | fine prestito |

| Cessioni | Cessioni          | Cessioni          | Cessioni       |
| R.       | Nome              | a                 | Modalità       |
| -------- | ----------------- | ----------------- | -------------- |
| D        | Alejandra Bernabé | Liverpool         | prestito       |
| D        | Greta Humphries   | Charlton Athletic | prestito       |
| D        | Aniek Nouwen      | Crystal Palace    | prestito       |
| D        | Ève Périsset      | Strasburgo        | fine contratto |
| C        | Júlia Bartel      | Liverpool         | prestito       |
| C        | Charlotte Wardlaw | Newcastle United  | definitivo     |
| A        | Aimee Claypole    | Durham            | prestito       |
| A        | Louna Ribadeira   | Everton           | prestito       |
| A        | Lucy Watson       | Ipswich Town      | prestito       |

### Operazioni successive alla sessione invernale
| Acquisti | Acquisti        | Acquisti  | Acquisti |
| R.       | Nome            | da        | Modalità |
| -------- | --------------- | --------- | -------- |
| P        | Rebecca Spencer | Tottenham | prestito |

| Cessioni | Cessioni | Cessioni | Cessioni |
| R.       | Nome     | a        | Modalità |
| -------- | -------- | -------- | -------- |

## Risultati

### Women's Super League

#### Girone di andata
| Arbitro: | Dowle |

|                     |           |  |
| Rytting Kaneryd 36’ | Marcatori |  |

| Arbitro: | Heaslip |

|  |           |                                                                               |
|  | Marcatori | 38’ Beever-Jones 48’ Bronze 58’ James 74’, 90’ Reiten 78’ Björn 90+5’ Macario |

| Arbitro: | Heaslip |

|                   |           |  |
| Reiten 17’ (rig.) | Marcatori |  |

| Arbitro: | Foster |

|           |           |                          |
| Foord 43’ | Marcatori | 4’ Ramírez 16’ Baltimore |

| Arbitro: | Heaslip |

|                                                                       |           |                         |
| Hamano 10’ Baltimore 74’ Nildén 44’ (aut.) 70’, 90+1’ Rytting Kaneryd | Marcatori | 21’ Nildén 84’ Summanen |

| Arbitro: | Fullicks |

|  |           |                                                                     |
|  | Marcatori | 14’ Beever-Jones 43’ Cuthbert 45+1’ Reiten 82’ Kaptein 83’ Lawrence |

| Arbitro: | Benn |

|  |           |                                         |
|  | Marcatori | 37’ Ramírez 42’ Reiten 90’ Beever-Jones |

| Arbitro: | Burgin |

|                        |           |  |
| Ramírez 75’ Reiten 79’ | Marcatori |  |

| Arbitro: | Pearson |

|                                                        |           |                        |
| Nüsken 35’, 90+1’ Beever-Jones 40’ Rytting Kaneryd 51’ | Marcatori | 43’ Čanković 71’ Seike |

| Arbitro: | Dowle |

|             |           |             |
| Goodwin 20’ | Marcatori | 77’ Kaptein |

| Arbitro: | Fearn |

|  |           |                                                                           |
|  | Marcatori | 11’ Macario 21’ Cuthbert 44’ Beever-Jones 52’ Baltimore 85’ (aut.) Tysiak |

#### Girone di ritorno
| Arbitro: | Heaslip |

|                   |           |  |
| Reiten 84’ (rig.) | Marcatori |  |

| Arbitro: | Benn |

|  |           |                    |
|  | Marcatori | 82’ (aut.) Mayling |

| Arbitro: | Cross |

|                         |           |          |
| Ramírez 62’ James 90+3’ | Marcatori | 51’ Gago |

| Arbitro: | Dowle |

|                           |           |                         |
| Olislagers 22’ Losada 42’ | Marcatori | 16’ Baltimore 61’ James |

| Arbitro: | Byrne |

|                                          |           |            |
| Macario 8’ Beever-Jones 51’ Cuthbert 86’ | Marcatori | 55’ Momiki |

| Arbitro: | Dowle |

|             |           |                                 |
| Kerolin 32’ | Marcatori | 49’ Beever-Jones 90+1’ Cuthbert |

| Arbitro: | Byrne |

|                             |           |                     |
| Hamano 16’ Beever-Jones 21’ | Marcatori | 42’, 90+1’ Martinez |

| Arbitro: | Lowe |

|                                               |           |  |
| Reiten 22’ (rig.) Macario 24’, 49’ Fishel 64’ | Marcatori |  |

| Arbitro: | Byrne |

|  |           |            |
|  | Marcatori | 74’ Bronze |

| Arbitro: | Burgin |

|  |           |                    |
|  | Marcatori | 35’ (rig.) Macario |

| Arbitro: | Cross |

|                    |           |  |
| Beever-Jones 90+1’ | Marcatori |  |

### Women's FA Cup
| Arbitro: | Horwood |

|                                                              |           |  |
| Ramírez 40’ Reiten 45+3’ (rig.) Beever-Jones 48’ Charles 73’ | Marcatori |  |

| Arbitro: | Fearn |

|                                                                    |           |                  |
| Macario 36’ (rig.) Ramírez 45+2’ Hamano 71’ Baltimore 90+2’ (rig.) | Marcatori | 17’ S. Holmgaard |

| Arbitro: | Fearn |

|           |           |  |
| James 64’ | Marcatori |  |

| Arbitro: | Dowle |

|                                   |           |           |
| Cuthbert 45+2’ Beever-Jones 90+4’ | Marcatori | 21’ Smith |

| Arbitro: | Fullicks |

|                                         |           |  |
| Baltimore 45’ (rig.), 90+1’ Macario 84’ | Marcatori |  |

### Women's FA League Cup

#### Fase a eliminazione diretta
| Arbitro: | Dowle |

|                                                                       |           |  |
| Beever-Jones 21’ Jean-François 61’ Cuthbert 73’ Reiten 75’ Hamano 77’ | Marcatori |  |

| Arbitro: | Pearson |

|                                |           |  |
| Rytting Kaneryd 20’ Nüsken 29’ | Marcatori |  |

| Arbitro: | Heaslip |

|                                |           |            |
| Ramírez 8’ Hasegawa 77’ (aut.) | Marcatori | 64’ Fujino |

### UEFA Women's Champions League

#### Fase a gironi
| Arbitro: | Martinčić |

|                                         |           |                         |
| Nüsken 2’ Reiten 27’ (rig.) Ramírez 53’ | Marcatori | 39’ Redondo 84’ Caicedo |

| Arbitro: | Ferrieri Caputi |

|              |           |                                              |
| Van Dijk 68’ | Marcatori | 7’ Beever-Jones 18’ Hamano 63’ (rig.) Reiten |

| Arbitro: | Guteva |

|           |           |                         |
| Agnew 22’ | Marcatori | 28’ Hamano 32’ Lawrence |

| Arbitro: | Olofsson |

|                                             |           |  |
| Bronze 2’ Kaptein 25’ Périsset 90+5’ (rig.) | Marcatori |  |

| Arbitro: | Hussein |

|                                                                                  |           |                |
| Macario 2’ Jean-François 30’ Ramírez 35’ Knol 38’ (aut.) Nüsken 48’ Périsset 85’ | Marcatori | 29’ Van Dooren |

| Arbitro: | Ferrieri Caputi |

|         |           |                                |
| Weir 7’ | Marcatori | 51’ (rig.), 56’ (rig.) Macario |

#### Fase a eliminazione diretta
| Arbitro: | Grundbacher |

|                  |           |  |
| Miedema 60’, 89’ | Marcatori |  |

| Arbitro: | Ferreira de Campos |

|                                     |           |  |
| Baltimore 14’ Björn 38’ Ramírez 43’ | Marcatori |  |

| Arbitro: | Kulcsár |

|                                     |           |               |
| Pajor 35’ Pina 70’, 90’ Paredes 82’ | Marcatori | 74’ Baltimore |

| Arbitro: | Olofsson |

|               |           |                                               |
| Kaptein 90+1’ | Marcatori | 25’ Bonmatí 41’ Pajor 43’ Pina 90’ Paralluelo |

### Statistiche di squadra
| Competizione             | Punti | In casa | In casa | In casa | In casa | In casa | In casa | In trasferta | In trasferta | In trasferta | In trasferta | In trasferta | In trasferta | Totale | Totale | Totale | Totale | Totale | Totale | DR  |
| Competizione             | Punti | G       | V       | N       | P       | Gf      | Gs      | G            | V            | N            | P            | Gf           | Gs           | G      | V      | N      | P      | Gf     | Gs     | DR  |
| ------------------------ | ----- | ------- | ------- | ------- | ------- | ------- | ------- | ------------ | ------------ | ------------ | ------------ | ------------ | ------------ | ------ | ------ | ------ | ------ | ------ | ------ | --- |
| Women's Super League     | 60    | 11      | 10      | 1       | 0       | 26      | 8       | 11           | 9            | 2            | 0            | 30           | 5            | 22     | 19     | 3      | 0      | 56     | 13     | +43 |
| Women's FA Cup           | -     | 4       | 4       | 0       | 0       | 11      | 2       | 0            | 0            | 0            | 0            | 0            | 0            | 5      | 5      | 0      | 0      | 14     | 2      | +12 |
| Women's FA League Cup    | -     | 2       | 2       | 0       | 0       | 7       | 0       | 0            | 0            | 0            | 0            | 0            | 0            | 3      | 3      | 0      | 0      | 9      | 1      | +8  |
| Women's Champions League | -     | 5       | 4       | 0       | 1       | 16      | 7       | 5            | 3            | 0            | 2            | 8            | 9            | 10     | 7      | 0      | 3      | 24     | 16     | +8  |
| Totale                   | -     | 22      | 20      | 1       | 1       | 60      | 17      | 16           | 12           | 2            | 2            | 38           | 14           | 40     | 33     | 3      | 3      | 103    | 32     | +71 |

### Andamento in campionato
| Giornata  | 1 | 2 | 3 | 4 | 5 | 6 | 7 | 8 | 9 | 10 | 11 | 12 | 13 | 14 | 15 | 16 | 17 | 18 | 19 | 20 | 21 | 22 |
| --------- | - | - | - | - | - | - | - | - | - | -- | -- | -- | -- | -- | -- | -- | -- | -- | -- | -- | -- | -- |
| Luogo     | C | T | C | T | C | T | T | C | C | T  | T  | C  | T  | C  | T  | C  | T  | C  | C  | T  | T  | C  |
| Risultato | V | V | V | V | V | V | V | V | V | N  | V  | V  | V  | V  | N  | V  | V  | N  | V  | V  | V  | V  |
| Posizione | 4 | 1 | 2 | 2 | 2 | 2 | 1 | 1 | 1 | 1  | 1  | 1  | 1  | 1  | 1  | 1  | 1  | 1  | 1  | 1  | 1  | 1  |

Legenda:

Luogo: C = Casa; T = Trasferta. Risultato: V = Vittoria; N = Pareggio; P = Sconfitta.

### Statistiche delle giocatrici
| Giocatore          | Women's Super League | Women's Super League | Women's Super League | Women's Super League | Women's FA Cup | Women's FA Cup | Women's FA Cup | Women's FA Cup | Women's FA League Cup | Women's FA League Cup | Women's FA League Cup | Women's FA League Cup | UEFA Champions League | UEFA Champions League | UEFA Champions League | UEFA Champions League | Totale   | Totale | Totale      | Totale     |
| Giocatore          | Presenze             | Reti                 | Ammonizioni          | Espulsioni           | Presenze       | Reti           | Ammonizioni    | Espulsioni     | Presenze              | Reti                  | Ammonizioni           | Espulsioni            | Presenze              | Reti                  | Ammonizioni           | Espulsioni            | Presenze | Reti   | Ammonizioni | Espulsioni |
| ------------------ | -------------------- | -------------------- | -------------------- | -------------------- | -------------- | -------------- | -------------- | -------------- | --------------------- | --------------------- | --------------------- | --------------------- | --------------------- | --------------------- | --------------------- | --------------------- | -------- | ------ | ----------- | ---------- |
| B. Aspin           | -                    | -                    | -                    | -                    | -              | -              | -              | -              | -                     | -                     | -                     | -                     | -                     | -                     | -                     | -                     | -        | -      | -           | -          |
| S. Baltimore       | 15                   | 4                    | 1                    | 0                    | 5              | 3              | 2              | 0              | 1                     | 0                     | 0                     | 0                     | 8                     | 2                     | 2                     | 0                     | 29       | 9      | 5           | 0          |
| J. Bartel          | 0                    | 0                    | 0                    | 0                    | -              | -              | -              | -              | -                     | -                     | -                     | -                     | 2                     | 0                     | 0                     | 0                     | 2        | 0      | 0           | 0          |
| A. Beever-Jones    | 22                   | 9                    | 1                    | 0                    | 5              | 2              | 0              | 0              | 3                     | 1                     | 0                     | 0                     | 9                     | 1                     | 2                     | 1                     | 39       | 13     | 3           | 1          |
| A. Bernabé         | 1                    | 0                    | 0                    | 0                    | 0              | 0              | 0              | 0              | 1                     | 0                     | 0                     | 0                     | -                     | -                     | -                     | -                     | 2        | 0      | 0           | 0          |
| N. Björn           | 16                   | 1                    | 2                    | 0                    | 5              | 0              | 0              | 0              | 3                     | 0                     | 0                     | 0                     | 8                     | 1                     | 0                     | 0                     | 32       | 2      | 2           | 0          |
| M. Bright          | 21                   | 0                    | 1                    | 0                    | 5              | 0              | 0              | 0              | 2                     | 0                     | 0                     | 0                     | 8                     | 0                     | 0                     | 0                     | 36       | 0      | 1           | 0          |
| L. Bronze          | 19                   | 2                    | 1                    | 0                    | 3              | 0              | 0              | 0              | 1                     | 0                     | 1                     | 0                     | 8                     | 1                     | 0                     | 0                     | 31       | 3      | 2           | 0          |
| L. Brown           | 1                    | 0                    | 0                    | 0                    | 0              | 0              | 0              | 0              | 0                     | 0                     | 0                     | 0                     | 2                     | 0                     | 0                     | 0                     | 3        | 0      | 0           | 0          |
| K. Buchanan        | 5                    | 0                    | 1                    | 0                    | -              | -              | -              | -              | -                     | -                     | -                     | -                     | 1                     | 0                     | 0                     | 0                     | 6        | 0      | 1           | 0          |
| N. Charles         | 12                   | 0                    | 0                    | 0                    | 4              | 1              | 0              | 0              | 3                     | 0                     | 0                     | 0                     | 3                     | 0                     | 0                     | 0                     | 22       | 1      | 0           | 0          |
| K. Cox             | 0                    | 0                    | 0                    | 0                    | -              | -              | -              | -              | -                     | -                     | -                     | -                     | 0                     | 0                     | 0                     | 0                     | 0        | 0      | 0           | 0          |
| E. Cuthbert        | 18                   | 4                    | 6                    | 0                    | 5              | 1              | 1              | 0              | 2                     | 1                     | 0                     | 0                     | 9                     | 0                     | 1                     | 0                     | 34       | 6      | 8           | 0          |
| M. Fishel          | 4                    | 1                    | 0                    | 0                    | 0              | 0              | 0              | 0              | 0                     | 0                     | 0                     | 0                     | -                     | -                     | -                     | -                     | 4        | 1      | 0           | 0          |
| J. Fox             | -                    | -                    | -                    | -                    | -              | -              | -              | -              | -                     | -                     | -                     | -                     | -                     | -                     | -                     | -                     | -        | -      | -           | -          |
| N. Girma           | 5                    | 0                    | 0                    | 0                    | 1              | 0              | 0              | 0              | -                     | -                     | -                     | -                     | 2                     | 0                     | 0                     | 0                     | 8        | 0      | 0           | 0          |
| M. Hamano          | 17                   | 2                    | 1                    | 0                    | 3              | 1              | 0              | 0              | 3                     | 1                     | 0                     | 0                     | 7                     | 2                     | 1                     | 0                     | 30       | 6      | 2           | 0          |
| H. Hampton         | 22                   | -13                  | 1                    | 0                    | 5              | -2             | 0              | 0              | 2                     | -1                    | 0                     | 0                     | 5                     | -11                   | 0                     | 0                     | 34       | -27    | 1           | 0          |
| S. Ingle           | -                    | -                    | -                    | -                    | -              | -              | -              | -              | -                     | -                     | -                     | -                     | -                     | -                     | -                     | -                     | -        | -      | -           | -          |
| L. James           | 9                    | 3                    | 2                    | 0                    | 3              | 1              | 0              | 0              | 2                     | 0                     | 1                     | 0                     | 3                     | 0                     | 0                     | 0                     | 17       | 4      | 3           | 0          |
| O. Jean-François   | 11                   | 0                    | 1                    | 0                    | 3              | 0              | 0              | 0              | 2                     | 1                     | 0                     | 0                     | 6                     | 1                     | 0                     | 0                     | 22       | 2      | 1           | 0          |
| W. Kaptein         | 16                   | 2                    | 1                    | 0                    | 4              | 0              | 0              | 0              | 3                     | 0                     | 0                     | 0                     | 10                    | 2                     | 1                     | 0                     | 33       | 4      | 2           | 0          |
| S. Kerr            | -                    | -                    | -                    | -                    | -              | -              | -              | -              | -                     | -                     | -                     | -                     | -                     | -                     | -                     | -                     | -        | -      | -           | -          |
| A. Lawrence        | 19                   | 1                    | 0                    | 0                    | 2              | 0              | 0              | 0              | 2                     | 0                     | 1                     | 0                     | 7                     | 1                     | 0                     | 0                     | 30       | 2      | 1           | 0          |
| F. Liefting        | 0                    | 0                    | 0                    | 0                    | 0              | 0              | 0              | 0              | 0                     | 0                     | 0                     | 0                     | -                     | -                     | -                     | -                     | 0        | 0      | 0           | 0          |
| C. Macario         | 18                   | 6                    | 0                    | 0                    | 5              | 2              | 0              | 0              | 2                     | 0                     | 0                     | 0                     | 7                     | 3                     | 1                     | 0                     | 32       | 11     | 1           | 0          |
| M. Mpomé           | 5                    | 0                    | 0                    | 0                    | 0              | 0              | 0              | 0              | 1                     | 0                     | 0                     | 0                     | 4                     | 0                     | 0                     | 0                     | 10       | 0      | 0           | 0          |
| Z. Mušović         | 0                    | 0                    | 0                    | 0                    | 0              | 0              | 0              | 0              | 1                     | 0                     | 0                     | 0                     | 5                     | -5                    | 0                     | 0                     | 6        | -5     | 0           | 0          |
| A. Nouwen          | -                    | -                    | -                    | -                    | -              | -              | -              | -              | -                     | -                     | -                     | -                     | -                     | -                     | -                     | -                     | -        | -      | -           | -          |
| S. Nüsken          | 21                   | 2                    | 3                    | 0                    | 5              | 0              | 0              | 0              | 3                     | 1                     | 0                     | 0                     | 7                     | 2                     | 0                     | 0                     | 36       | 5      | 3           | 0          |
| E. Périsset        | 2                    | 0                    | 0                    | 0                    | 0              | 0              | 0              | 0              | 1                     | 0                     | 0                     | 0                     | 4                     | 2                     | 0                     | 0                     | 7        | 2      | 0           | 0          |
| M. Ramírez         | 17                   | 4                    | 0                    | 0                    | 5              | 2              | 0              | 0              | 2                     | 1                     | 0                     | 0                     | 9                     | 3                     | 1                     | 0                     | 33       | 10     | 1           | 0          |
| G. Reiten          | 17                   | 8                    | 0                    | 0                    | 3              | 1              | 0              | 0              | 2                     | 1                     | 0                     | 0                     | 7                     | 2                     | 0                     | 0                     | 29       | 12     | 0           | 0          |
| J. Rytting Kaneryd | 21                   | 4                    | 0                    | 0                    | 4              | 0              | 0              | 0              | 3                     | 1                     | 0                     | 0                     | 8                     | 0                     | 0                     | 0                     | 36       | 5      | 0           | 0          |
| R. Spencer         | 0                    | 0                    | 0                    | 0                    | 0              | 0              | 0              | 0              | 0                     | 0                     | 0                     | 0                     | 0                     | 0                     | 0                     | 0                     | 0        | 0      | 0           | 0          |
| K. Walsh           | 7                    | 0                    | 0                    | 0                    | 3              | 0              | 0              | 0              | 1                     | 0                     | 0                     | 0                     | 4                     | 0                     | 1                     | 0                     | 15       | 0      | 1           | 0          |